# 青木勝志
青木 勝志（あおき かつし、1953年6月26日 - ）は、日本の男性アニメーション美術監督。広島県三原市出身。小林プロダクションに入社後、『家なき子』、『ルパン三世 カリオストロの城』などに美術スタッフとして参加。その後フリーランスとなり、数多くのマッドハウス作品を手がける。尊敬する美術監督は小林七郎、椋尾篁。

## 美術監督・美術監督補佐作品
- 1983年『ユニコ 魔法の島へ』 美術監督
- 1984年『SF新世紀レンズマン』 美術監督
- 1986年『迷宮物語 走る男』 美術監督
- 1986年『傷追い人』 美術監督
- 1987年『ほえろブンブン』 美術監督
- 1987年『X電車で行こう』 美術監督
- 1989年『ジャングル大帝』 美術監督(1話、2話)
- 1989年『うる星やつら ヤギさんとチーズ』 美術監督
- 1990年『電脳都市OEDO808』 美術監督
- 1993年『マーガレットVIDEO SINGLES』 美術監督
- 1994年『THE COCKPIT 成層圏気流』 美術監督
- 1994年『かっ飛ばせ!ドリーマーズ〜広島カープ誕生物語〜』 美術監督
- 1995年『不思議の国の美幸ちゃん』 美術監督
- 1996年『鉄腕バーディー』 美術監督(1話、4話)
- 2003年『アニマトリックス プログラム』 美術監督
- 2004年『MONSTER』 美術監督補佐
- 2007年『Highlander: The Search for Vengeance』 美術監督補佐、背景
- 2007年『Devil May Cry』 美術監督
- 2011年『ウルヴァリン』 美術監督
- 2011年『ブレイド』 美術監督

## 背景・美術・その他参加作品
- 1977年『家なき子』 背景
- 1978年『ルパン三世 ルパンVS複製人間』 背景
- 1979年『新・巨人の星II』 美術設定
- 1979年『ルパン三世 カリオストロの城』 背景
- 1981年『夏への扉』 背景
- 1981年『じゃりン子チエ』 背景
- 1981年『姿三四郎』 美術設定
- 1982年『浮浪雲』 背景
- 1982年『わが青春のアルカディア 無限軌道SSX』 美術
- 1983年『幻魔大戦』 背景
- 1983年『はだしのゲン』 背景
- 1984年『GALACTIC PATROL レンズマン』 美術
- 1984年『グリム童話 金の鳥』 背景
- 1985年『カムイの剣』 背景
- 1986年『火の鳥 鳳凰編』 背景
- 1986年『時空の旅人』 背景
- 1986年『はだしのゲン2』 背景
- 1987年『妖獣都市』 背景
- 1987年『ゴキブリたちの黄昏』 美術
- 1988年『宮澤賢治名作アニメシリーズ 風の又三郞』 背景
- 1988年『悪魔の花嫁 蘭の組曲』 背景
- 1988年『風を抜け!』 背景
- 1989年『MIDNIGHT EYE ゴクウ』 背景
- 1989年『YAWARA!』 背景
- 1990年『NINETEEN 19』 背景
- 1990年『風の名はアムネジア』 背景
- 1991年『うる星やつら いつだってマイ・ダーリン』 背景
- 1991年『帝都物語』 背景
- 1992年『絶愛-1989-』 背景
- 1993年『獣兵衛忍風帖』 背景
- 1993年『POPS』 背景
- 1994年『BRONZE KOJI NANJO cathexis』 美術
- 1994年『CLAMP IN WONDERLAND』 美術
- 1995年『アンネの日記』 背景
- 1998年『TRIGUN』 背景
- 1998年『スプリガン』 背景
- 2000年『バンパイアハンターD』 背景
- 2001年『メトロポリス』 背景
- 2004年『イノセンス』 背景
- 2006年『ケモノヅメ』 背景
- 2007年『劇場版BLEACH The DiamondDust Rebellion もう一つの氷輪丸』 背景
- 2008年『キャシャーン Sins』 美術
- 2009年『こばと。』 背景
- 2009年『サマーウォーズ』 背景
- 2012年『おおかみこどもの雨と雪』 背景
- 2012年『劇場版 FAIRY TAIL 鳳凰の巫女』 背景
- 2012年『探偵オペラ ミルキィホームズ Alternative TWO ～小林オペラと虚空の大鴉～』 背景
- 2013年『劇場版 HUNTER×HUNTER 緋色の幻影』 背景
- 2014年『アベンジャーズ コンフィデンシャル: ブラック・ウィドウ & パニッシャー』 背景
- 2014年『新劇場版 頭文字D Legend1 -覚醒-』 背景
- 2014年『THE LAST -NARUTO THE MOVIE-』 背景
- 2015年『百日紅 ～Miss HOKUSAI～』 背景
- 2015年『うしおととら』 背景
- 2015年『バケモノの子』 背景
- 2015年『日本アニメ（ーター）見本市 ハンマーヘッド』 背景
- 2015年『BORUTO -NARUTO THE MOVIE-』 背景
- 2016年『シュヴァルツェスマーケン』 背景
- 2016年『ふらいんぐうぃっち』 美術
- 2016年『この世界の片隅に』 背景
- 2017年『夜明け告げるルーのうた』 背景
- 2018年『若おかみは小学生!』 背景